# 1946년
1946년은 화요일로 시작하는 평년이다.

## 연호
- 대한임정(大韓臨政) 대한민국(大韓民國) 28년
- 중화민국(中華民國) 민국(民國) 35년
- 일본(日本) 쇼와(昭和) 21년

## 사건
- 1월 2일  - 공산당, 모스크바 삼상(三相)회의 결정에 대해 찬성을 결의.
- 1월 15일 - 남조선국방경비대 창설.
- 1월 16일 - 서울 덕수궁에서 1차 미소(美蘇)공동위원회 개최.
- 2월 - 북조선 임시위원회 결성.
- 2월 3일 - 통화 사건.
- 2월 11일 - 아관파천 50주년.
- 3월 2일 - 호치민이 북베트남의 대통령으로 선출되다.
- 5월 9일 - 비토리오 에마누엘레 3세, 이탈리아 왕국 국왕 퇴위.
- 5월 15일 - 미군정청 공보부가 정판사 위조지폐 사건을 발표.
- 6월 2일
  - 이탈리아가 국민투표를 거쳐 군주제에서 공화제로 체제를 바꾸었다.
  - 이탈리아 총선에서 알치데 데 가스페리 총리의 기독교민주당이 최다의석수를 차지하였다.
- 6월 3일 - 정읍 발언
- 6월 9일 - 라마 9세가 태국의 국왕으로 취임.
- 6월 18일 - 이탈리아 공화국 선포.
- 6월 - 존 F. 케네디가 하원의원에 당선되다.
- 7월 4일 - 필리핀 독립.
- 7월 5일 - 여성 수영복 비키니가 출시되다.
- 8월 22일 - 유럽에 흩어져 살던 유대인들, 팔레스타인으로 이주 시작
- 9월 17일 - 한국 군정기: 수도경찰청 발족(청장 장택상)
- 9월 20일 - 제1회 칸 영화제가 개막했다.
- 9월 24일 - 군정기: 남한 철도종업원들 총파업. 9월 총파업의 시작.
- 9월 30일 - 제2차 세계 대전 전범 처벌을 위한 뉘른베르크 전범(戰犯)재판에서 12명의 나치 지도자에게 사형 선고
- 10월 1일 - 미군정 지역에서 대구 10·1 사건 발생.
- 10월 1일 - 제2차 세계 대전: 전범 처벌을 위한 뉘른베르크 재판 종료
- 10월 6일 - 경향신문 창간
- 10월 13일 - 군정기: 청년 민족운동 단체인 조선 민족청년단(약칭:족청), 이범석을 단장으로 결성
- 10월 15일 - 나치 공군 총사령관 헤르만 괴링, 뉘른베르크 재판에서 전범으로 사형선고를 받고 수감중에 자살하다.
- 10월 16일 - 뉘른베르크 전범 재판소, 나치 핵심전범 9명 교수형 집행
- 11월 19일 - 스웨덴, 아이슬란드, 아프가니스탄 유엔 가입
- 12월 16일 - 태국 유엔 가입
- 12월 19일 - 제1차 인도차이나 전쟁 발발

## 문화
- 3월 25일 - 런던 히스로 공항 개항.
- 5월 7일 - 소니그룹 창립.
- 5월 15일 - 부산대학교 개교.
- 5월 28일 - 국도극장 개관

## 탄생

### 1월
- 1월 1일
  - 미국의 배우 릭 허스트. (~2025년)
  - 브라질의 축구 선수, 감독 호베르투 히벨리누.
- 1월 2일 - 일본의 배우 이부키 고로.
- 1월 5일 - 미국의 배우 다이앤 키턴.
- 1월 6일
  - 영국의 뮤지션 시드 배릿. (~2006년)
  - 독일의 전 축구 선수 베른트 횔첸바인.
  - 홍콩의 배우 정페이페이. (~2024년)
- 1월 9일 - 대한민국의 배우 조상건. (~2023년)
- 1월 11일 - 대한민국의 교육인 이현구
- 1월 12일 - 대한민국의 소설가 손용상. (~2024년)
- 1월 17일
  - 대한민국의 소설가 윤후명. (~2025년)
  - 북마케도니아의 배우 메토 요바노프스키. (~2023년)
- 1월 18일
  - 대한민국의 배우 오승명. (~2024년)
  - 대한민국의 축구 선수 조중연.
- 1월 19일 - 미국의 싱어송라이터, 배우 돌리 파튼.
- 1월 20일
  - 일본의 정치인 미조구치 젠비. (~2024년)
  - 미국의 영화감독 데이비드 린치.
- 1월 22일 - 조선민주주의인민공화국의 정치인, 군인 장성택. (~2013년)
- 1월 25일 - 미국의 정치인 쳇 컬버.
- 1월 28일 - 대한민국의 정치인 염동연.
- 1월 30일 - 미국의 소아마비 생존자, 변호사 폴 알렉산더. (~2024년)

### 2월
- 2월 4일 - 이탈리아의 배우 이바노 마레스코티. (~2023년)
- 2월 5일 - 영국의 배우 샬럿 램플링.
- 2월 7일 - 미국의 기업인 톰 힉스.
- 2월 9일 - 대한민국의 정치인 안상수.
- 2월 11일 - 영국 스코틀랜드의 축구 감독 이언 포터필드. (~2007년)
- 2월 13일 - 포르투갈의 축구 선수, 축구 감독 아르투르 조르즈. (~2024년)
- 2월 14일 - 미국의 무용가 그레고리 하인스. (~2003년)
- 2월 15일 - 대한민국의 배우 박종관.
- 2월 16일 - 대한민국의 배우 고은아.
- 2월 21일 - 영국의 배우 알란 릭맨. (~2016년)
- 2월 23일 - 대한민국의 종교인 장제원.
- 2월 24일 - 러시아의 수학자, 필즈상 수상자 그리고리 마르굴리스.
- 2월 25일 - 대한민국의 기업인 최길선.
- 2월 26일
  - 잉글랜드의 축구 선수 콜린 벨. (~2021년)
  - 미국의 과학자 아메드 즈웨일. (~2016년)
- 2월 28일
  - 영국의 정치인 로빈 쿡. (~2005년)
  - 일본의 전 축구 선수 오치아이 히로시.

### 3월
- 3월 2일 - 대한민국의 정치인 김용덕.
- 3월 8일 - 대한민국의 기초의원 박병호.
- 3월 9일
  - 대한민국의 가수 윤복희.
  - 독일의 축구 선수 베른트 횔첸바인. (~2024년)
- 3월 12일
  - 미국의 배우 겸 가수 라이자 미넬리.
  - 미국의 성우 프랭크 웰커.
  - 일본의 정치인 고사카 겐지. (~2016년)
- 3월 15일 - 대한민국의 기업인 이구택.
- 3월 28일 - 미국의 배우 다이앤 위스트.
- 3월 29일 - 미국의 영화배우 폴 허만. (~2022년)
- 3월 30일 - 대한민국의 공예가 김현희.
- 3월 31일 - 독일의 창던지기 선수 클라우스 볼퍼만. (~2024년)

### 4월
- 4월 1일 - 영국의 음악가 로니 레일. (~1997년)
- 4월 3일
  - 폴란드의 정치인 한나 수호츠카.
  - 잉글랜드의 배우 니컬러스 존스.
  - 스페인의 배우 마리사 파레데스. (~2024년)
- 4월 4일 - 대한민국의 성우 한상혁.
- 4월 5일 - 불가리아의 레슬링 선수 게오르기 머르코프
- 4월 8일 - 대한민국의 정치인, 전 외교통상부 장관 유명환.
- 4월 14일 - 대한민국의 야구 선수 김인식.
- 4월 17일
  - 대한민국의 바둑 기사 이봉근. (~2019년)
  - 독일의 생물학자, 노벨 생리학·의학상 수상자 게오르게스 J. F. 쾰러. (~1995년)
- 4월 19일 - 영국의 배우 팀 커리.
- 4월 21일 - 프랑스의 영화감독 클레르 드니.
- 4월 22일 - 미국의 영화감독 존 워터스.
- 4월 23일
  - 대한민국의 야구 선수, 야구 감독 정동진.
  - 우크라이나의 전 축구 선수, 현 축구 감독 아나톨리 비쇼베츠.

- 4월 25일 - 러시아의 정치가 블라디미르 지리놉스키.
- 4월 27일 - 영국의 음악가, 작곡가 고든 해스켈. (~2020년)
- 4월 30일 - 스웨덴의 국왕 칼 16세 구스타프.

### 5월
- 5월 1일
  - 대한민국의 성우 김태훈.
  - 홍콩의 영화 감독, 시나리오 작가 오우삼.
- 5월 2일 - 영국의 배우 데이비드 수셰이.
- 5월 8일 - 대한민국의 배우 김용건.
- 5월 9일 - 미국의 배우 캔디스 버건.
- 5월 10일 - 대한민국의 피아노 연주자 백건우.
- 5월 11일 - 대한민국의 의사, 정치인 고진부.
- 5월 13일 - 영국의 배우 팀 피곳 스미스. (~2017년)
- 5월 14일 - 미국의 노동경제학자 클로디아 골딘.
- 5월 18일 - 미국의 전 야구 선수 레지 잭슨.
- 5월 19일
  - 미국의 프로레슬링 선수 앙드레 더 자이언트. (~1993년)
  - 이탈리아의 배우, 영화 감독 미켈레 플라치도.
- 5월 20일
  - 미국의 가수 겸 배우 셰어.
  - 대한민국의 성우 이근욱.
- 5월 22일 - 영국의 축구 선수  조지 베스트. (~2005년)
- 5월 23일 - 중화인민공화국의 장관 리톈위. (~2024년)
- 5월 26일 - 대한민국의 교육자 홍지형.
- 5월 28일 - 대한민국의 정치인 안상수.
- 5월 30일
  - 세르비아의 전 축구 선수 드라간 자이치.
  - 타이의 정치가 수파차이 파닛차팍.

### 6월
- 6월 1일 - 대한민국의 목사, 사회 운동가 인명진.
- 6월 2일
  - 스웨덴의 영화감독 라세 할스트룀.
  - 대한민국의 가수 송대관. (~2025년)
  - 일본의 성우 니시무라 토모미치.
  - 영국의 연쇄 살인범 피터 서트클리프. (~2020년)
- 6월 4일 - 베트남 응우옌 왕조의 황녀프엉타오.
- 6월 5일 - 이탈리아의 배우 스테파니아 산드렐리.
- 6월 10일 - 대한민국의 배우 이정섭.
- 6월 12일 - 미국의 배우 잭 티보.
- 6월 14일 - 미국의 제45대 대통령, 전 부동산업자 도널드 트럼프.
- 6월 15일
  - 대한민국의 성우 기영도.
  - 네덜란드의 전 축구 선수, 현 축구 감독 요하네스 본프레러.
- 6월 18일
  - 이탈리아의 전 축구 선수, 현 축구 감독 파비오 카펠로.
  - 미국의 프로레슬링 선수 브루저 브로디. (~1988년)
- 6월 25일 - 영국의 음악가 이언 맥도널드. (~2022년)
- 6월 26일 - 대한민국의 정치인 정영석. (~2024년)
- 6월 27일 - 대한민국의 성우 이재명.

### 7월
- 7월 3일 - 홍콩의 무술가 겸 보디빌더 볼로 영.
- 7월 6일
  - 미국의 제43대 대통령 조지 W. 부시.
  - 미국의 영화 배우 실베스터 스탤론.
- 7월 13일 - 대한민국의 가수 장미화.
- 7월 16일 - 대한민국의 배우 문희.
- 7월 17일 - 대한민국의 성우 김세한.
- 7월 21일 - 에스토니아의 육상선수 유리 타르마크. (~2022년)
- 7월 22일
  - 미국의 배우 대니 글러버.
  - 미국의 영화각본가, 감독 폴 슈레이더.
- 7월 23일 - 대한민국의 프로듀서 최종수. (~2022년)
- 7월 27일
  - 대한민국의 언론인, 기업인, 사회기관단체인, 화가 이긍희.
  - 크로아티아의 배우 라데 셰르베지야.
- 7월 28일
  - 대한민국의 배우 김흥기. (~2009년)
  - 대한민국의 가수 이승재.

### 8월
- 8월 2일 - 대한민국의 배우 허현호.
- 8월 3일 - 홍콩의 영화배우 허관영.
- 8월 6일 - 오스트리아의 배우 페터 지모니셰크. (~2023년)
- 8월 8일 - 대한민국의 군인, 공무원 김재철. (~2025년)
- 8월 9일
  - 대한민국의 정치인 맹형규.
  - 일본의 은행가 쓰치야 다카시.
- 8월 13일 - 미국의 금융인 재닛 옐런.
- 8월 15일 - 대한민국의 만화가 이상무. (~2016년)
- 8월 19일
  - 대한민국의 배우 노주현.
  - 미국의 제42대 대통령 빌 클린턴.
- 8월 30일
  - 미국의 배우, 모델 페기 립턴. (~2019년)
  - 미국의 생물학자 마이클 그룬스타인. (~2024년)

### 9월
- 9월 1일
  - 대한민국의 제16대 대통령 노무현. (~2009년)
  - 영국의 가수 배리 깁.
  - 미국의 배우 수잔 백클리니. (~2024년)
- 9월 2일 - 대한민국의 성우 박일. (~2019년)
- 9월 3일 - 대한민국의 야구 감독 김명성. (~2001년)
- 9월 5일
  - 미국의 영화 감독 데니스 듀건.
  - 중화민국의 배우 범홍헌.
  - 영국의 가수 프레디 머큐리. (~1991년)
- 9월 9일 - 대한민국의 전 야구 선수 김우열.
- 9월 10일 - 미국의 육상 선수 짐 하인스. (~2023년)
- 9월 15일
  - 미국의 영화 감독 올리버 스톤.
  - 미국의 배우 토미 리 존스.
- 9월 20일 - 대한민국의 목사 하용조.
- 9월 23일 - 대한민국의 기업인 유승필.
- 9월 27일 - 대한민국의 가수 남진.

### 10월
- 10월 3일 - 대한민국의 성우 배한성.
- 10월 4일
  - 미국의 배우 수전 서랜던.
  - 대한민국의 만화가 이원복.
- 10월 6일 - 대한민국의 유도 선수, 지도자 오승립.
- 10월 8일 - 대한민국의 성우 박영남.
- 10월 10일
  - 대한민국의 배우, 영화 감독 김정철.
  - 일본의 제94대 내각총리대신, 중의원 의원 간 나오토.
- 10월 11일 - 대한민국의 전 축구 선수, 현 축구 감독 이회택.
- 10월 12일 - 북아일랜드의 축구 선수, 축구 감독 크리스 니컬. (~2024년)
- 10월 14일
  - 대한민국의 배우 서권순.
  - 대한민국의 목사 하용조. (~2011년)
- 10월 16일
  - 대한민국의 시인 김남주.
  - 미국의 영화배우 수잔 소머스. (~2023년)
- 10월 18일
  - 대한민국의 정치인 손태인. (~2002년)
  - 대한민국의 기독교 철학자 겸 신학자 김영환.
- 10월 20일 - 오스트리아의 소설가 엘프리데 옐리네크.
- 10월 21일
  - 대한민국의 언론인, 정치인 박준영.
  - 스페인의 축구 선수 그레고리오 베니토. (~2020년)
- 10월 24일 - 대한민국의 법조인 최경원.
- 10월 25일 - 일본의 야구 선수, 야구 감독 야마모토 고지.
- 10월 27일 - 캐나다의 영화 감독 아이번 라이트먼. (~2022년)
- 10월 28일 - 네덜란드의 전 축구 선수, 축구 감독 빔 얀선. (~2022년)
- 10월 30일
  - 일본의 성우 호키 가쓰히사.
  - 미국의 수학자 윌리엄 서스턴. (~2012년)
- 10월 31일 - 영국 북아일랜드의 배우 스티븐 레이.

### 11월
- 11월 1일 - 일본의 가수 쿠보 히로시.
- 11월 2일 - 대한민국의 철학자 김성진.
- 11월 3일
  - 대한민국의 소설가 윤정모.
  - 대한민국의 동화작가 정채봉. (~2001년)
- 11월 4일 - 미국의 영부인 로라 부시.
- 11월 5일 - 대한민국의 배우 권병길. (~2023년)
- 11월 6일 - 미국의 배우 샐리 필드.
- 11월 7일 - 미국의 영화배우 존 아일워드. (~2022년)
- 11월 8일 - 네덜란드의 전 축구 선수, 전 축구 감독 거스 히딩크.
- 11월 9일 - 대한민국의 팝 칼럼니스트, 방송인 김광한. (~2015년)
- 11월 10일 - 대한민국의 공무원 김진선.
- 11월 13일 - 대한민국의 작가 한수산.
- 11월 14일 - 미국의 배우 서신 리틀페더. (~2022년)
- 11월 16일
  - 대한민국의 성우 전국근.
  - 오스트레일리아의 음악가 콜린 버지스. (~2023년)
- 11월 17일 - 미국의 정치인 테리 브랜스태드.
- 11월 20일 - 미국의 싱어송라이더 듀안 올맨. (~1971년)
- 11월 23일 - 대한민국의 방송인 이계진.
- 11월 28일 - 일본의 연쇄살해범 가케히 지사코. (~2024년)

### 12월
- 12월 2일 - 영국의 디자이너 데이비드 매콜리.
- 12월 4일 - 헝가리의 배우 벌라조비치 러요시. (~2023년)
- 12월 5일 - 에스파냐의 테너 가수 호세 카레라스.
- 12월 7일
  - 대한민국의 전 대학교수, 의사 정인식.
  - 모로코의 축구 선수 아메드 파라스. (~2025년)
- 12월 10일 - 대한민국의 배우 남능미.
- 12월 11일 - 대한민국의 기업인 구자홍. (~2022년)
- 12월 13일 - 대한민국의 소설가 김채원.
- 12월 14일
  - 영국의 싱어송라이터, 가수 겸 배우 제인 버킨. (~2023년)
  - 동독의 전 창던지기 선수 루트 푸흐스. (~2023년)
- 12월 15일 - 이탈리아의 축구 선수 코무나르도 니콜라이. (~2024년)
- 12월 17일 - 대한민국의 배우 박영태.
- 12월 18일
  - 남아프리카 공화국의 정치 운동가 스티브 비코.
  - 미국의 영화감독 스티븐 스필버그.
- 12월 21일 - 미국의 정치인, 아프리카계 미국인 처음으로 선출된 잭슨의 시장 하비 존슨.
- 12월 24일 - 중국의 전산학자 앤드루 야오.
- 12월 25일 - 미국의 싱어송라이터 지미 버핏. (~2023년)
- 12월 26일 - 대한민국의 배우 박용식. (~2013년)
- 12월 27일 - 아일랜드의 축구 선수 조 키니어. (~2024년)
- 12월 28일
  - 대한민국의 배우 공호석.
  - 미국의 정치인 팀 존슨. (~2024년)
- 12월 29일 - 영국의 가수 메리앤 페이스풀.
- 12월 30일
  - 미국의 가수 패티 스미스.
  - 독일의 전 축구 선수, 현 축구 감독 베르티 포크츠.

### 미상
- 대한민국의 만화영화 감독 김대중. (~2017년)
- 대한민국의 영화배우, 가수 김추련. (~2011년)
- 대한민국의 사회학자 조은.
- 대한민국의 희극인 최용순. (~2000년)
- 미국의 시인 마이클 라이언.
- 일본의 정치학자 와타나베 히로시.
- 대한민국의 의원 김영희.
- 대한민국의 경기도의원 김상헌.
- 대한민국의 전라남도 완도군의원 윤석민.
- 조선민주주의인민공화국의 아동문학가 리영옥.

## 사망

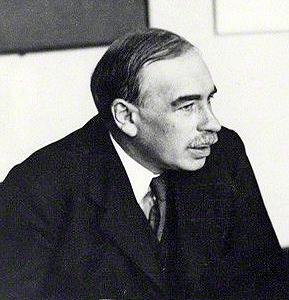
존 메이너드 케인스

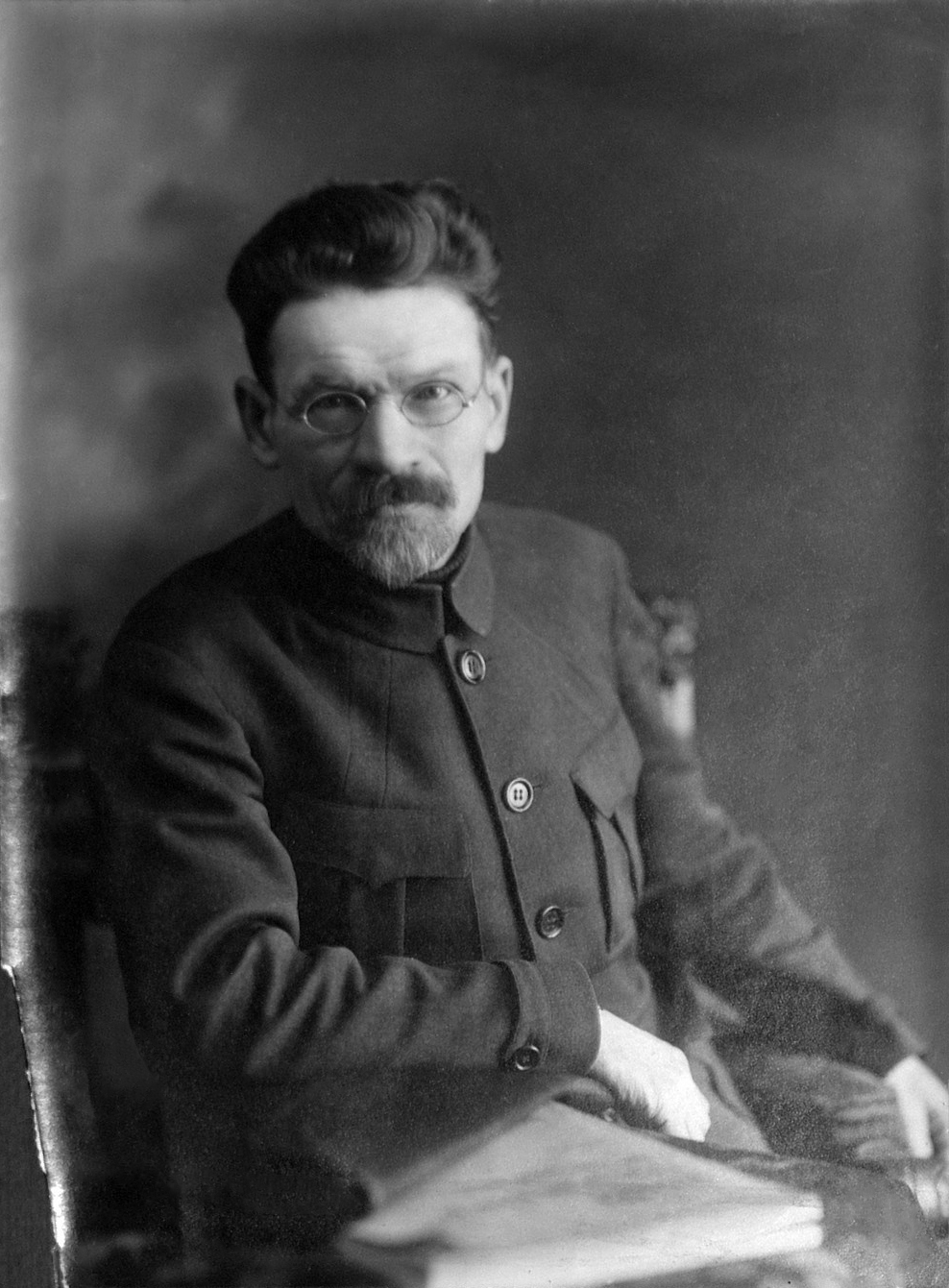
미하일 칼리닌

- 2월 2일 - 체코의 소설가 에두아르트 바스. (1888년~)
- 3월 23일
  - 미국의 물리화학자 길버트 뉴턴 루이스. (1875년~)
  - 스페인의 총리, 사회운동가 프란시스코 라르고 카바예로. (1869년~)
- 4월 21일 - 영국의 경제학자 존 메이너드 케인스. (1883년~)
- 6월 3일 - 러시아의 혁명가 미하일 칼리닌. (1875년~)
- 6월 10일 - 미국의 권투 선수 잭 존슨. (1878년~)
- 10월 15일 - 나치 독일의 군인, 정치인 헤르만 괴링. (1893년~)
- 10월 16일 - 나치 독일의 정치인 알프레트 로젠베르크. (1893년~)
- 10월 23일 - 미국의 동물학자 어니스트 톰프슨 시턴. (1860년~)
- 11월 22일 - 독일의 법학자 오토 게오르크 티라크. (1889년~)
- 12월 19일 - 프랑스의 물리학자 폴 랑주뱅. (1872년~)

## 노벨상
- 문학상: 헤르만 헤세
- 물리학상: 퍼시 윌리엄스 브리지먼
- 생리학 및 의학상: 허먼 조지프 멀러
- 평화상: 에밀리 그린 볼치, 존 모트 공동수상
- 화학상: 존 하워드 노스럽, 웬들 메러디스 스탠리 공동수상

## 달력
| 1월 |    |    |    |    |    |    |
| 일  | 월 | 화 | 수 | 목 | 금 | 토 |
|     |    | 1  | 2  | 3  | 4  | 5  |
| 6   | 7  | 8  | 9  | 10 | 11 | 12 |
| 13  | 14 | 15 | 16 | 17 | 18 | 19 |
| 20  | 21 | 22 | 23 | 24 | 25 | 26 |
| 27  | 28 | 29 | 30 | 31 |    |    |

| 2월 |    |    |    |    |    |    |
| 일  | 월 | 화 | 수 | 목 | 금 | 토 |
|     |    |    |    |    | 1  | 2  |
| 3   | 4  | 5  | 6  | 7  | 8  | 9  |
| 10  | 11 | 12 | 13 | 14 | 15 | 16 |
| 17  | 18 | 19 | 20 | 21 | 22 | 23 |
| 24  | 25 | 26 | 27 | 28 |    |    |

| 3월 |    |    |    |    |    |    |
| 일  | 월 | 화 | 수 | 목 | 금 | 토 |
|     |    |    |    |    | 1  | 2  |
| 3   | 4  | 5  | 6  | 7  | 8  | 9  |
| 10  | 11 | 12 | 13 | 14 | 15 | 16 |
| 17  | 18 | 19 | 20 | 21 | 22 | 23 |
| 24  | 25 | 26 | 27 | 28 | 29 | 30 |
| 31  |    |    |    |    |    |    |

| 4월 |    |    |    |    |    |    |
| 일  | 월 | 화 | 수 | 목 | 금 | 토 |
|     | 1  | 2  | 3  | 4  | 5  | 6  |
| 7   | 8  | 9  | 10 | 11 | 12 | 13 |
| 14  | 15 | 16 | 17 | 18 | 19 | 20 |
| 21  | 22 | 23 | 24 | 25 | 26 | 27 |
| 28  | 29 | 30 |    |    |    |    |

| 5월 |    |    |    |    |    |    |
| 일  | 월 | 화 | 수 | 목 | 금 | 토 |
|     |    |    | 1  | 2  | 3  | 4  |
| 5   | 6  | 7  | 8  | 9  | 10 | 11 |
| 12  | 13 | 14 | 15 | 16 | 17 | 18 |
| 19  | 20 | 21 | 22 | 23 | 24 | 25 |
| 26  | 27 | 28 | 29 | 30 | 31 |    |

| 6월 |    |    |    |    |    |    |
| 일  | 월 | 화 | 수 | 목 | 금 | 토 |
|     |    |    |    |    |    | 1  |
| 2   | 3  | 4  | 5  | 6  | 7  | 8  |
| 9   | 10 | 11 | 12 | 13 | 14 | 15 |
| 16  | 17 | 18 | 19 | 20 | 21 | 22 |
| 23  | 24 | 25 | 26 | 27 | 28 | 29 |
| 30  |    |    |    |    |    |    |

| 7월 |    |    |    |    |    |    |
| 일  | 월 | 화 | 수 | 목 | 금 | 토 |
|     | 1  | 2  | 3  | 4  | 5  | 6  |
| 7   | 8  | 9  | 10 | 11 | 12 | 13 |
| 14  | 15 | 16 | 17 | 18 | 19 | 20 |
| 21  | 22 | 23 | 24 | 25 | 26 | 27 |
| 28  | 29 | 30 | 31 |    |    |    |

| 8월 |    |    |    |    |    |    |
| 일  | 월 | 화 | 수 | 목 | 금 | 토 |
|     |    |    |    | 1  | 2  | 3  |
| 4   | 5  | 6  | 7  | 8  | 9  | 10 |
| 11  | 12 | 13 | 14 | 15 | 16 | 17 |
| 18  | 19 | 20 | 21 | 22 | 23 | 24 |
| 25  | 26 | 27 | 28 | 29 | 30 | 31 |

| 9월 |    |    |    |    |    |    |
| 일  | 월 | 화 | 수 | 목 | 금 | 토 |
| 1   | 2  | 3  | 4  | 5  | 6  | 7  |
| 8   | 9  | 10 | 11 | 12 | 13 | 14 |
| 15  | 16 | 17 | 18 | 19 | 20 | 21 |
| 22  | 23 | 24 | 25 | 26 | 27 | 28 |
| 29  | 30 |    |    |    |    |    |

| 10월 |    |    |    |    |    |    |
| 일   | 월 | 화 | 수 | 목 | 금 | 토 |
|      |    | 1  | 2  | 3  | 4  | 5  |
| 6    | 7  | 8  | 9  | 10 | 11 | 12 |
| 13   | 14 | 15 | 16 | 17 | 18 | 19 |
| 20   | 21 | 22 | 23 | 24 | 25 | 26 |
| 27   | 28 | 29 | 30 | 31 |    |    |

| 11월 |    |    |    |    |    |    |
| 일   | 월 | 화 | 수 | 목 | 금 | 토 |
|      |    |    |    |    | 1  | 2  |
| 3    | 4  | 5  | 6  | 7  | 8  | 9  |
| 10   | 11 | 12 | 13 | 14 | 15 | 16 |
| 17   | 18 | 19 | 20 | 21 | 22 | 23 |
| 24   | 25 | 26 | 27 | 28 | 29 | 30 |

| 12월 |    |    |    |    |    |    |
| 일   | 월 | 화 | 수 | 목 | 금 | 토 |
| 1    | 2  | 3  | 4  | 5  | 6  | 7  |
| 8    | 9  | 10 | 11 | 12 | 13 | 14 |
| 15   | 16 | 17 | 18 | 19 | 20 | 21 |
| 22   | 23 | 24 | 25 | 26 | 27 | 28 |
| 29   | 30 | 31 |    |    |    |    |

### 음양력 대조 일람
| 음력월 | 월건 | 대소 | 음력 1일의 양력 월일 | 음력 1일 간지 |
| ------ | ---- | ---- | -------------------- | ------------- |
| 1월    | 경인 | 대   | 2월 2일              | 정미          |
| 2월    | 신묘 | 소   | 3월 4일              | 정축          |
| 3월    | 임진 | 소   | 4월 2일              | 병오          |
| 4월    | 계사 | 대   | 5월 1일              | 을해          |
| 5월    | 갑오 | 소   | 5월 31일             | 을사          |
| 6월    | 을미 | 소   | 6월 29일             | 갑술          |
| 7월    | 병신 | 대   | 7월 28일             | 계묘          |
| 8월    | 정유 | 소   | 8월 27일             | 계유          |
| 9월    | 무술 | 대   | 9월 25일             | 임인          |
| 10월   | 기해 | 대   | 10월 25일            | 임신          |
| 11월   | 경자 | 소   | 11월 24일            | 임인          |
| 12월   | 신축 | 대   | 12월 23일            | 신미          |